# Hirtella thouarsiana
Hirtella thouarsiana är en tvåhjärtbladig växtart som beskrevs av Jean Marie Antoine de Lanessan och Henri Ernest Baillon. Hirtella thouarsiana ingår i släktet Hirtella och familjen Chrysobalanaceae. Inga underarter finns listade i Catalogue of Life.